# Johan Jakob Holmstedt

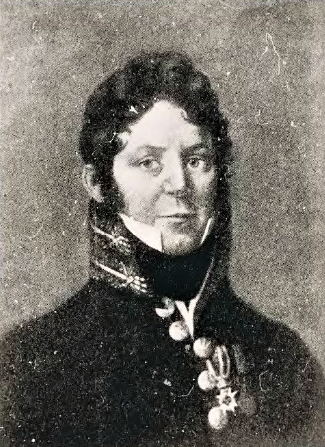
Johan Jacob Holmtedt

Johan Jakob Holmstedt, född 6 november 1770 i Törnerum, död 11 april 1819, var en svensk militär.
Holmstedt föddes 1770 som son till direktören Oliver Holmstedt och dennes maka Anna Margareta Sahlsten. Han blev volontär vid Kalmar regemente 1784 samt samma år sergeant. Han utnämndes till sekundadjutant den 14 december 1785. Han deltog i Gustav III:s ryska krig och då särskilt vid Sjöslaget vid Hogland samt Slaget vid Svensksund och tilldelades  Svensksundsmedaljen av sjunde storleken den 13 februari 1791. 
Han utnämndes till premiäradjutant den 25 januari 1793 samt blev löjtnant 23 juni 1794. Han bytte därefter regemente och blev den 16 november 1794 kapten vid Jämtlands dragonkår och redan den 7 april 1795 ryttmästare vid Adelsfanan samt även utnämnd till vicekorpral vid Livdrabantkåren. Hans regementsbyten fortsatte, och den 9 september 1799 blev han kapten vid Skaraborgs regemente; han stannade vid detta regemente och befordrades den 26 juni 1809 till major. Under denna tid deltog han även i det Finska kriget 1808–1809.
Han var tillfälligt kommendant för Carlstens fästning 1810 för att 1811 bli chef för Värmlands fältjägarkår. Holmstedt befordrades till överstelöjtnant och sekundchef för det nu utökade regementet, Värmlands fältjägarregemente. Under 1813 deltog regementet i strider på kontinenten under Sjätte koalitionskriget. Slutligen utnämndes han till överste och chef för regementet den 20 augusti 1813. Holmstedt, som blivit riddare av Svärdsorden den 3 juli 1890, adlades den 14 mars 1815 och introducerad med nummer 2234. Han fick avsked den 13 februari 1816 och dog 1819. Johan Jakob Holmstedt dog ogift och slöt därmed sin adlig ätt. Hans vapensköld krossades vid hans begravning av överste Otto Fredrik Påhlman.